# Sonnenblumen-Bewegung

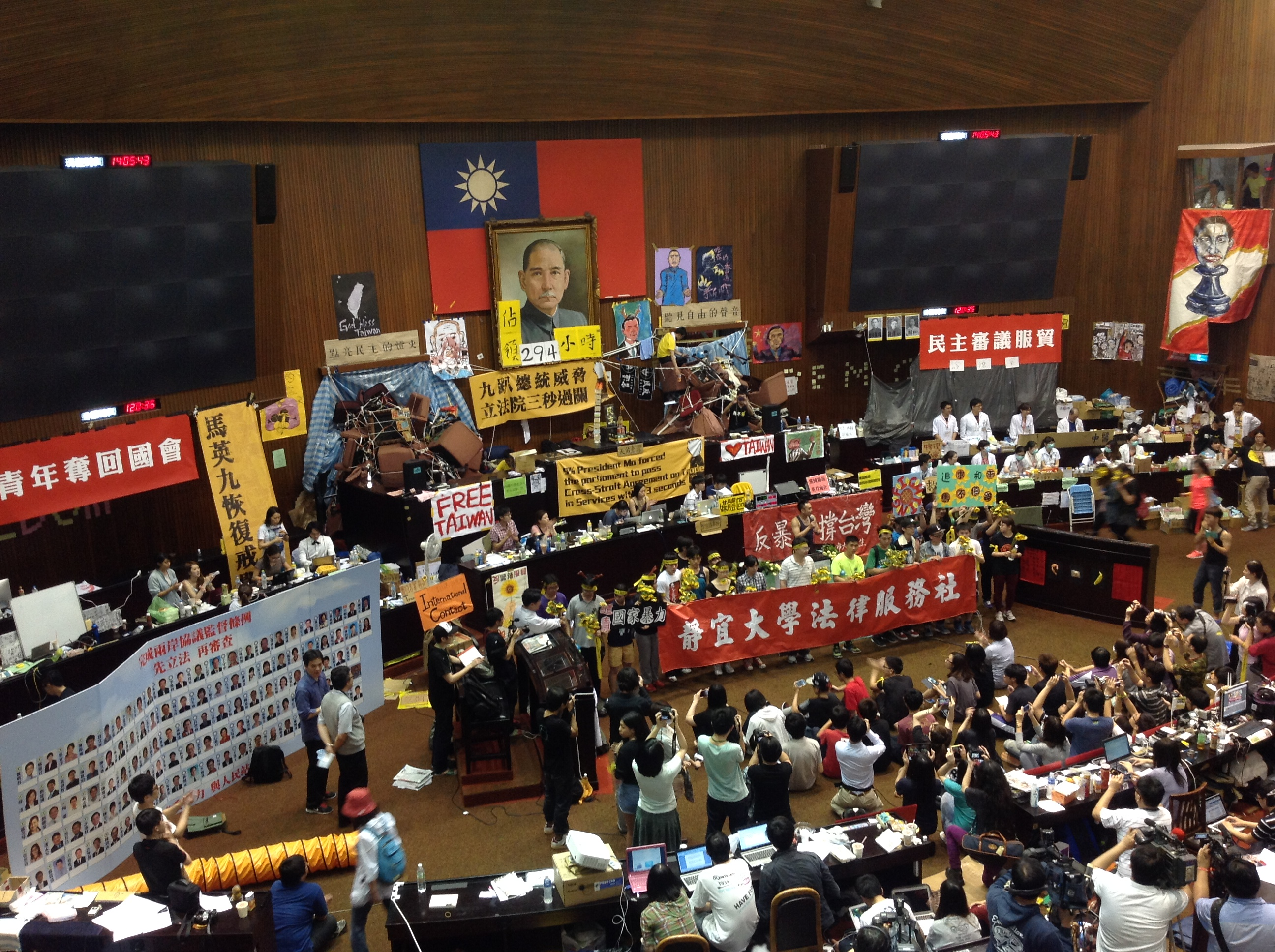
Der besetzte Plenarsaal

Die Sonnenblumen-Bewegung (chinesisch 太陽花學運, Pinyin Tàiyánghuā xuéyùn，ㄊㄞˋㄧㄤˊㄏㄨㄚˉㄒㄩㄝˊㄩㄣˋ) war eine vorwiegend studentische Protestbewegung in Taiwan vom 18. März bis zum 10. April 2014, während der das Parlamentsgebäude (der Legislativ-Yuan) in Taipeh von etwa 400 Demonstranten 24 Tage lang besetzt gehalten wurde. Die Bewegung fand landesweite Unterstützung, vor allem unter Studenten und Akademikern, und endete nach Zugeständnissen der von der Kuomintang geführten Regierung.

## Name der Bewegung
Die Wahl einer Blume als Symbol der Bewegung geschah in Anlehnung an die Wilde-Lilien-Bewegung, eine studentische Demokratiebewegung im Jahr 1990, die die Lilie zum Zeichen hatte. Nachdem ein sympathisierendes Floristikunternehmen den Parlamentsbesetzern Sonnenblumen zum Geschenk gemacht hatte, wurden diese von der Bewegung als Symbole des „Sonnenaufgangs“ in finsteren Zeiten übernommen.

## Vorgeschichte

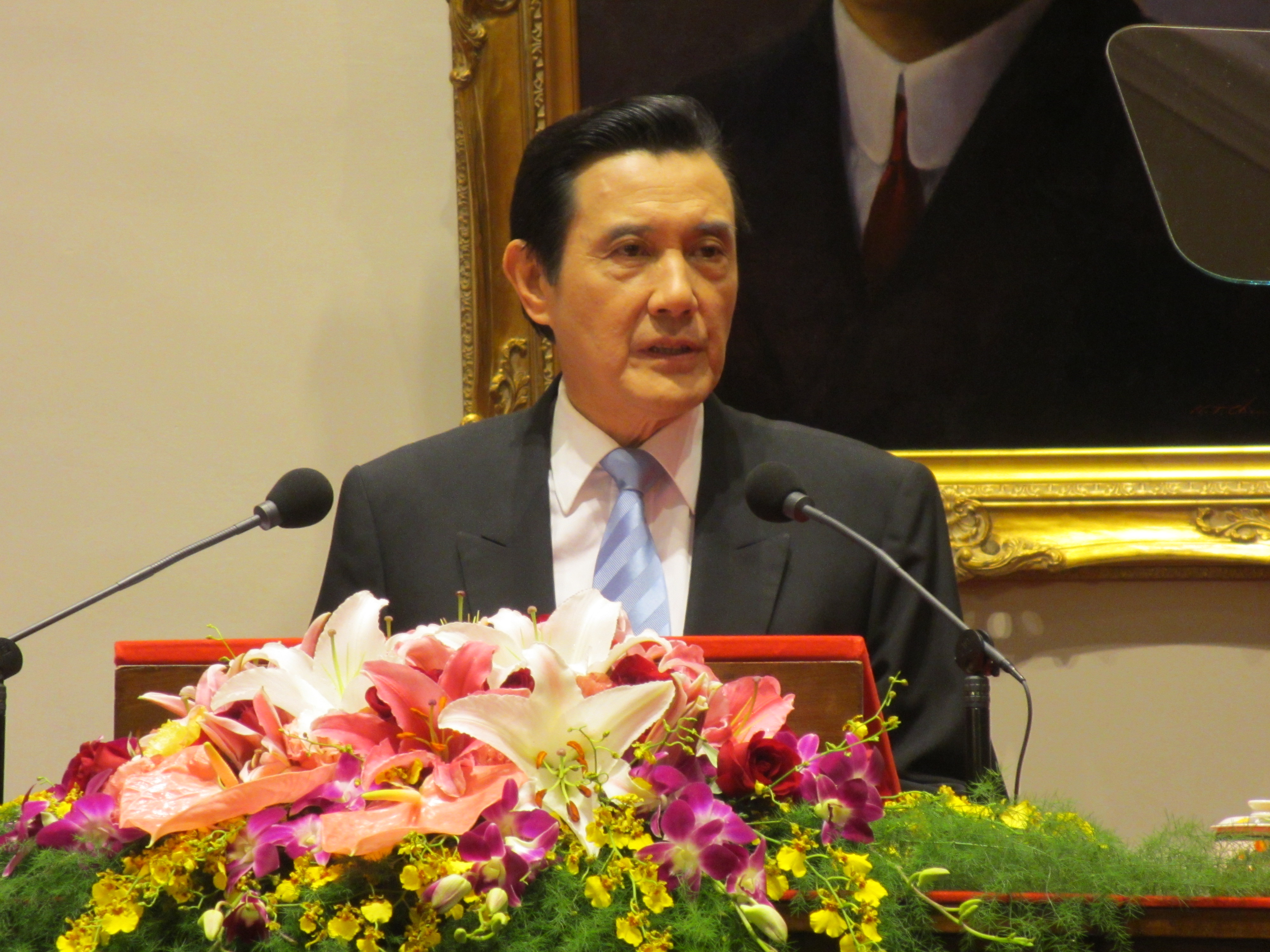
Ma Ying-jeou bei einer Ansprache am 29. März 2014

Nach ihrer Regierungsübernahme im Jahr 2008 verfolgte die Kuomintang unter Präsident Ma Ying-jeou eine Politik der Öffnung gegenüber der Volksrepublik China, nachdem sich beide Seiten seit dem Ende des Chinesischen Bürgerkriegs jahrzehntelang feindselig gegenübergestanden hatten (Taiwan-Konflikt). Vorläufiger Höhepunkt der neuen Politik war die Unterzeichnung des Rahmenabkommens über wirtschaftliche Zusammenarbeit (ECFA) im Sommer 2010. Als Folgeabkommen unterzeichneten Unterhändler beider Seiten nach geheimen Verhandlungen am 21. Juni 2013 in Shanghai das Dienstleistungsabkommen beider Seiten der Taiwanstraße, das die Öffnung zahlreicher Branchen im Dienstleistungssektor für Investitionen der jeweils anderen Seite vorsah. Das Abkommen musste jedoch noch ratifiziert werden.
In weiten Teilen der taiwanischen Bevölkerung stieß das Abkommen auf Ablehnung; kritisiert wurde zum einen die fehlende Transparenz der Verhandlungen mit China, zum anderen befürchteten viele eine Übernahme des taiwanischen Dienstleistungssektors durch chinesische Billiganbieter bzw. die Übernahme taiwanischer Firmen durch chinesische Investoren, verbunden mit einer wachsenden wirtschaftlichen und politischen Abhängigkeit von China. Zu der Kritik am Chinakurs der Kuomintang gesellte sich eine wachsende Unzufriedenheit mit der Innenpolitik Ma Ying-jeous, woraus zahlreiche von Bürgerinitiativen und Opposition veranstaltete Proteste resultierten.
Da Hongkong bereits unter chinesischer Kontrolle einen Rückgang der Meinungsfreiheit erlebte, entstand der Slogan „Heute Hongkong, morgen Taiwan“ im Sinne einer Warnung, dass Taiwan nicht das gleiche Schicksal erleiden solle wie Hongkong.

## Anlass
Angesichts der breiten Skepsis in der Bevölkerung und des Widerstands im Parlament unterzeichnete die Fraktion der Kuomintang am 25. September 2013 eine Vereinbarung mit den anderen Fraktionen, wonach das umstrittene Dienstleistungsabkommen mit China erst nach einer Reihe öffentlicher Anhörungen von Experten und Interessengruppen, und zudem nicht im Paket, sondern Abschnitt für Abschnitt diskutiert und ratifiziert werden sollte. Trotz der in den anschließenden öffentlichen Anhörungen geäußerten Bedenken am Abkommen ließ die Regierung jedoch keine Anzeichen erkennen, einer Revision des Inhalts zuzustimmen, vielmehr äußerte der Vorsitzende des Verwaltungsausschusses des Legislativ-Yuans, Chang Ching-chung (Kuomintang), das Abkommen mit China könne nur ratifiziert, nicht revidiert werden. Am 17. März 2014 kam es zum Eklat, als Chang nach Durchführung der Hälfte der geplanten Anhörungen verkündete, die für die Ratifizierung festgelegte Frist von 90 Tagen sei verstrichen und es könne nun über das Abkommen abgestimmt werden. Die Opposition reagierte mit Empörung, es kam zum Tumult, die Parlamentssitzung wurde abgebrochen.

## Parlamentsbesetzung
In den Morgenstunden des 18. März versammelte sich eine aufgebrachte Menschenmenge vor dem Legislativ-Yuan, um gegen das Vorgehen der Regierung zu protestieren. Einer Gruppe von Studenten, hauptsächlich der Bewegung Schwarze Insel, gelang es, die Absperrungen zu überwinden und in das Parlamentsgebäude und den Plenarsaal einzudringen. Die überraschte Polizei konnte das Nachströmen weiterer Menschen nicht verhindern, der Saal wurde von hunderten Demonstranten besetzt, die die Türen barrikadierten. Gleichzeitig wurde das Gebäude von tausenden weiterer Demonstranten umringt. Um eine weitere Eskalation zu vermeiden, untersagte Parlamentspräsident Wang Jin-pyng der Polizei, das Gebäude mit Gewalt zu räumen.

### Forderungen der Demonstranten und Reaktion der Regierung
Die Parlamentsbesetzer verlangten die Rücknahme der einseitigen Erklärung der Kuomintang vom 17. März und die Verabschiedung eines Gesetzes zur Überwachung sämtlicher Abkommen mit China. Bezogen auf das Dienstleistungsabkommen wurde die Wiederaufnahme der öffentlichen Anhörungen sowie die Einhaltung der Abmachung, das Abkommen Punkt für Punkt zu ratifizieren, gefordert. Des Weiteren wurde Präsident Ma aufgefordert, mit den Demonstranten in einen direkten Dialog zu treten. Die Opposition und vor allem die Demokratische Fortschrittspartei (DPP) unterstützte die studentischen Forderungen, was ihr die Kritik einbrachte, die Sonnenblumen-Bewegung für ihre eigenen politischen Zwecke benutzen zu wollen.
Während sich Präsident Ma weigerte, direkt mit den Demonstranten zu verhandeln, begab sich Premierminister Jiang Yi-huah zum Vorplatz des Parlamentsgebäudes, um mit den Studenten zu diskutieren, wobei er klarstellte, dass es keine Revidierung des Dienstleistungsabkommens geben werde und allenfalls eine Rückkehr zur Punkt-für-Punkt-Ratifizierung möglich sei. Die Demonstranten erklärten Jiangs Aussagen für unbefriedigend und verkündeten, die Parlamentsbesetzung für unbestimmte Zeit fortzusetzen.

### Besetzung des Exekutiv-Yuans
Aufgebracht durch die in ihren Augen unbefriedigenden Äußerungen des Premierministers drangen am späten Abend des 23. März hunderte Demonstranten, die sich zuvor vor dem Legislativ-Yuan aufgehalten hatten, in das Gebäude des Exekutiv-Yuans, den Sitz des taiwanischen Kabinetts, ein, um ihn zu besetzen. Das Gebäude wurde in den frühen Morgenstunden des folgenden Tages auf Anordnung Jiang Yi-huahs mit Gewalt geräumt, wobei es zu Festnahmen kam und zahlreiche Demonstranten und Polizisten verletzt wurden.

### Studentenstreiks, Medien und Massenkundgebung am 30. März

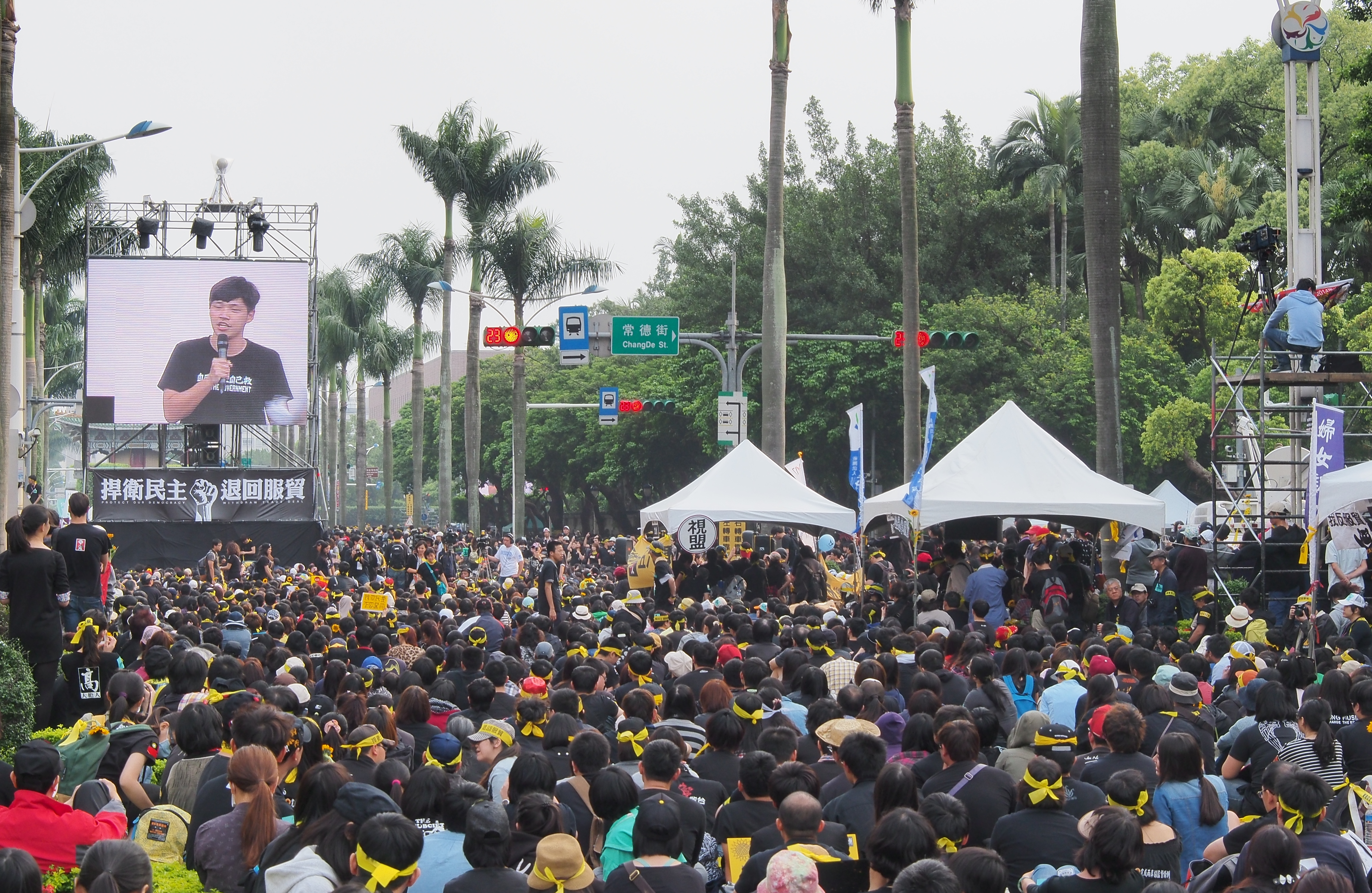
Kundgebung am 30. März, auf der Leinwand Studentenführer Chen Wei-ting

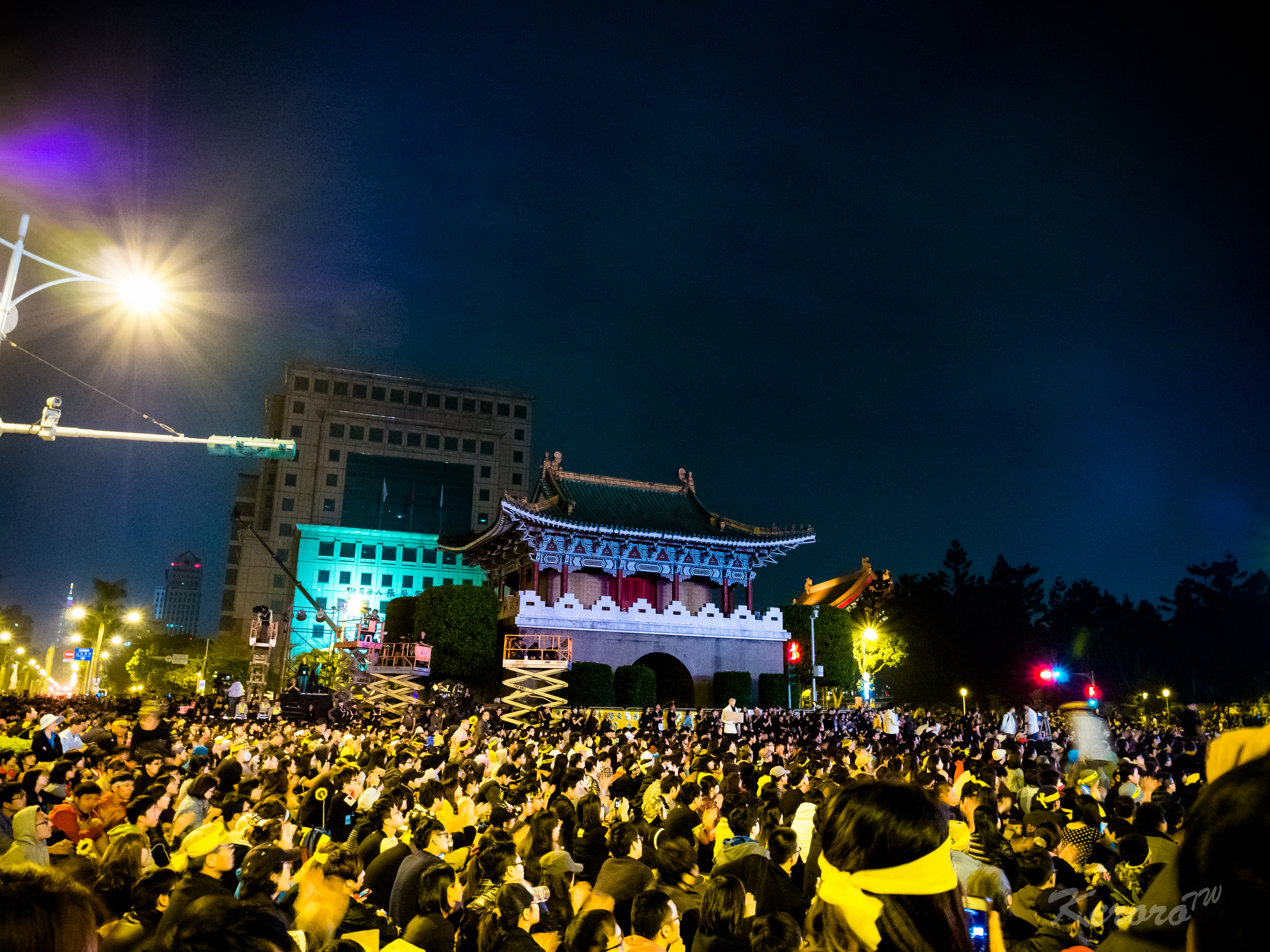
Proteste am Abend des 30. März

Im ganzen Land boykottierten Studenten ihre Lehrveranstaltungen, um sich mit den Demonstranten in Taipeh zu solidarisieren, wobei sie teilweise von Professoren und Fakultätsleitungen unterstützt wurden. Viele reisten in die Hauptstadt, um sich den demonstrierenden Studenten in und um das Parlamentsgebäude anzuschließen. Unterdessen wurden die Parlamentsbesetzer durch Familienangehörige und sympathisierende Bürger mit Wasser und Lebensmitteln versorgt.
In der öffentlichen Diskussion über die Sonnenblumen-Bewegung lieferten sich regierungsnahe und -kritische Medien wochenlang einen Schlagabtausch; eine bedeutende Rolle bei der Verbreitung von Informationen über die Forderungen und Aktionen der Bewegung spielte jedoch das Internet, vor allem die Sozialen Medien, über die insbesondere junge Menschen erreicht wurden.
Um den Druck auf die Regierung zu erhöhen, riefen die verschiedenen Protestbewegungen zu einer Massenkundgebung auf der Strecke vom Legislativ-Yuan bis zum Präsidentenpalast auf, an der sich am 30. März hunderttausende Demonstranten beteiligten. Die völlig friedliche und gut organisierte Kundgebung verschaffte der Sonnenblumen-Bewegung landesweit große Sympathien und Respekt.

### Ende der Besetzung
Die anfängliche Strategie der Kuomintang-Regierung, die protestierenden Studenten als eine Minderheit von Unruhestiftern darzustellen, die die demokratische Ordnung gefährdeten, hatte spätestens seit der Massenkundgebung am 30. März ihre Glaubwürdigkeit verloren. Angesichts des offensichtlichen Rückhalts der Studenten in der Bevölkerung, der sich auch in Meinungsumfragen niederschlug, und der Ende des Jahres bevorstehenden Regionalwahlen in den regierungsunmittelbaren Städten und Landkreisen Taiwans kam es zu Meinungsverschiedenheiten innerhalb der Kuomintang. Am 6. April verkündete Parlamentspräsident Wang Jin-pyng öffentlich, die Ratifizierung des Dienstleistungsabkommens werde ausgesetzt, bis das von den Demonstranten geforderte Gesetz zur Überwachung künftiger Abkommen mit China verabschiedet sei. Nach diesem Zugeständnis gaben die Studenten ihren Entschluss bekannt, die Parlamentsbesetzung zu beenden. Am Abend des 10. April verließen die Besetzer unter dem Applaus tausender Sympathisanten mit Sonnenblumen in den Händen das Gebäude, womit die Proteste nach 24 Tagen ein friedliches Ende fanden.

## Auswirkungen

### Aussetzung der Ratifizierung des Dienstleistungsabkommens
Unmittelbare Folge der Proteste rund um die Parlamentsbesetzung ist die Aussetzung der Ratifizierung des taiwanisch-chinesischen Dienstleistungsabkommens auf unbestimmte Zeit. Die Fronten zwischen Regierung und Opposition bleiben verhärtet; Beobachter vermuteten, dass vor den nächsten Präsidentschafts- und Parlamentswahlen im Jahr 2016 keine neuen Entwicklungen zu erwarten seien.

### In der taiwanischen Gesellschaft
Die Proteste im Frühjahr 2014 markierten einen Höhepunkt der Unzufriedenheit mit der seit 2008 regierenden Kuomintang und Präsident Ma. Darüber hinaus wurde die Gesellschaft für das Dienstleistungsabkommen mit China, über das vor den Protesten nur wenige Details bekannt waren, sensibilisiert. Während der Proteste bekannten sich vor allem Angehörige der jüngeren Generation in einem vorher nie dagewesenen Ausmaß öffentlich zu ihrer taiwanischen Identität in Abgrenzung zu China.
Kritiker der Bewegung äußerten, die Studenten hätten mit der Parlamentsbesetzung zu einem undemokratischen Mittel gegriffen. Dem wurde entgegengehalten, dass die Kuomintang-Regierung mit ihrem Vorgehen die eigentliche Gefahr für die taiwanische Demokratie darstelle und es Bürgerrecht sei, sich durch Protestaktionen wie die Besetzung des Parlaments zur Wehr zu setzen.